# Lord & Taylor
Lord & Taylor, basé à New York est la plus ancienne chaîne de grands magasins des États-Unis. 

## Histoire
Concentrée essentiellement dans l'est du pays, l'entreprise de vente au détail a fonctionné de manière indépendante durant près d'un siècle avant de rejoindre Associated Dry Goods Corp. L'entreprise fut créée en 1826 par Samuel Lord et George Washington Taylor avec la construction de son premier magasin qui reste aujourd'hui sa principale enseigne sur la Cinquième Avenue à New York.
En 2006, Lord & Taylor est acquis par NRDC Equity Partners pour 1,2 milliard de dollars. Lord & Taylor est par la suite acquis par Hudson’s Bay
En 2019, le magasin porte-étendard de l'entreprise est vendu pour 850 millions de dollars. Toujours en 2019, Lord & Taylor est acquis pour 71 millions de dollars par Le Tote, une start-up spécialisée dans la location de vêtement].
En mai 2020, Lord & Taylor annonce liquider son stock, puis se mettre en faillite.